# Nudaurelia wahlbergi
Nudaurelia wahlbergi is een vlinder uit de familie nachtpauwogen (Saturniidae), onderfamilie Saturniinae.
De wetenschappelijke naam van de soort is, als Saturnia wahlbergi, voor het eerst geldig gepubliceerd door Boisduval in 1847.
De soort komt voor in het Afrotropisch gebied.

## Andere combinaties
- Saturnia wahlbergi Boisduval, 1847
  - Gonimbrasia wahlbergi (Boisduval, 1847)
  - Imbrasia wahlbergi (Boisduval, 1847)